# Annie Lhéritier
Pour les articles homonymes, voir Lhéritier (homonymie).
Annie Lhéritier, née le 31 mars 1952 à Aix (Corrèze), est une haute fonctionnaire française, préfet hors cadre. 

## Biographie
Annie Lhéritier est diplômée de l'Institut d'Etudes Politiques de Paris (promotion 1972, parcours Service Public). 
Corrézienne d’origine, Annie Lhéritier fait toute sa carrière au service de Jacques Chirac : entrée à la mairie de Paris en 1977 comme chargée de mission à son cabinet alors qu’il en est maire, elle le suit à Matignon quand il est Premier ministre, de 1986 à 1988, puis devient sa chef de cabinet à l'Élysée quand il devient président de la République, de 1995 à 2007.
Annie Lhéritier est élue conseillère générale de la Corrèze dans le canton d'Eygurande en 1979 ; elle le restera jusqu'en 1992.
Membre du conseil d'administration de l'Office national des forêts depuis novembre 2006, elle en est présidente du 7 mars 2007 au 5 janvier 2010. Elle est présidente du musée national du Sport du 16 mars 2007 au 2 janvier 2019. Elle est également conseillère d'État en service extraordinaire depuis le 7 mai 2007.